# 오스트발트 색 체계

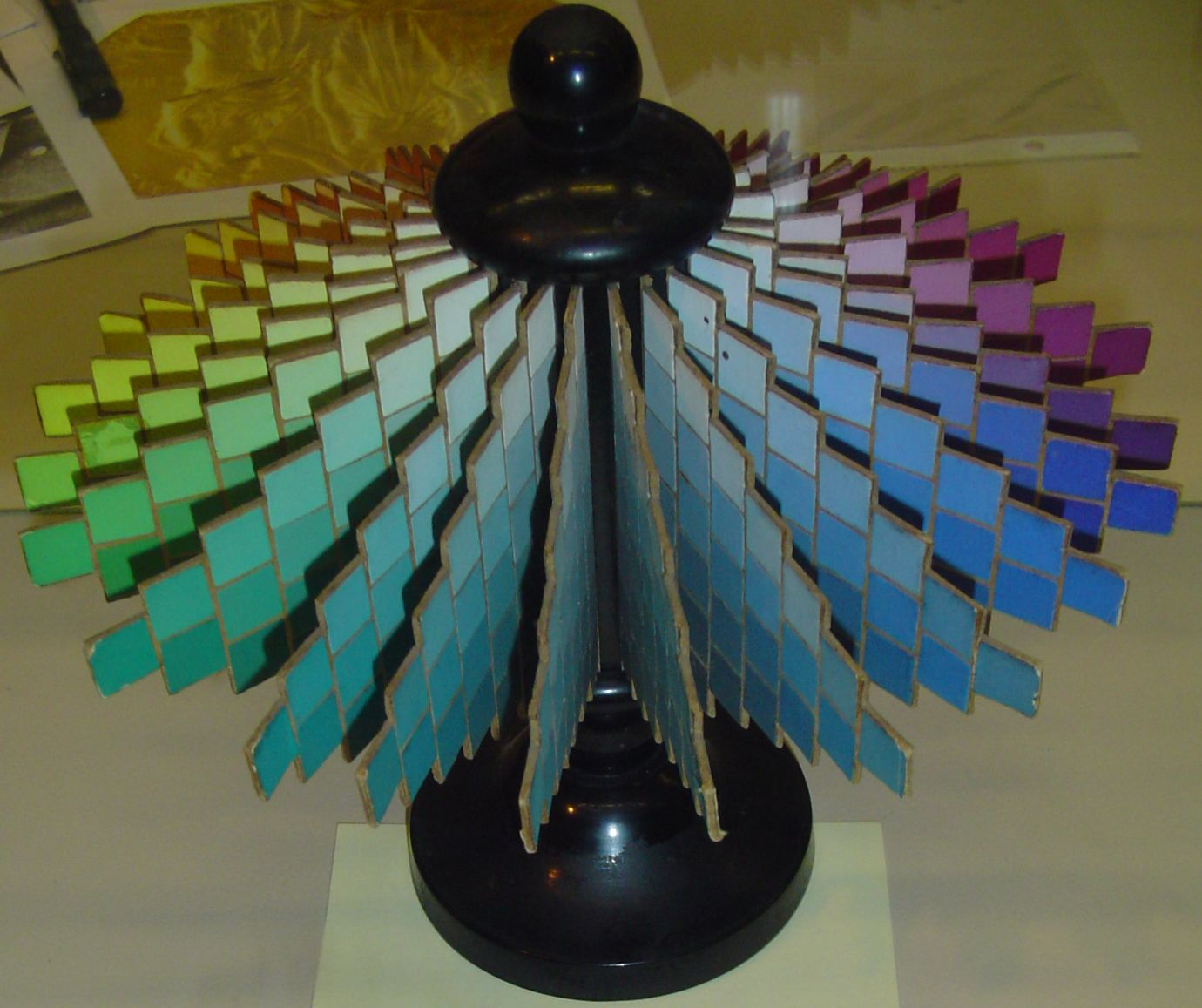
오스트발트 색 입체

오스트발트 색 체계는 노벨 화학상을 받은 독일의 화학자 빌헬름 오스트발트가 만든 색 체계이다. 그의 색 체계는 순색, 백색, 흑색을 3원색으로 한 혼합색(混合色)에 기초를 두고 있다.
오스트발트의 색상은 보색관계를 성립시키는 24종이 대표이다. 이 색상환은 yellow(노랑), orange(주황), red(적색), purple(자주색), ultramarine blue(짙은 남빛), turquies(터키옥 빛깔), sea green(해록(海綠)), leaf green(엽록(葉綠))의 8종의 기본 색상에서 발전시킨 것이고, 더욱이 이 8색은 에발트 헤링의 4원색인 노랑, 파랑, 빨강, 초록을 기초로 한 것이라 한다. 오스트발트의 무채색 단계는, 기본으로서는 이상의 백을 100, 흑을 0으로 하고 있으나, 색표로는 색료로 표시할 수 있는 백을 A, 흑을 P로 한 8단계로 하고 있다. 단 오스트발트의 무채색 단계는 명도단계는 아니고, 표3과 같이 백, 흑의 함유량의 스케일이다.
오스트발트는  모든 빛깔은 순색 함유량(F), 백색 함유량(W) 및 흑색 함유량(B)의 혼색에 의하여 표시될 수 있다고 하고 색삼각좌표(色三角座標)를 고안하였다. F, W, B는 제각기 3원색의 위치이고 따라서 3각좌표상의 빛깔은 FWB의 혼색비로 표시된다. 이와 같은 등색상 3각좌표에서는 WB계열은 무채색 단계를, WF계열은 밝고 맑은 색조를, FB계열은 어둡고 맑은 색조의 빛깔을 표시하여, 이른바 탁색조(濁色調)의 빛깔은 내부에 위치하게 된다. 이 3각좌표를 전색상(全色相) 집결하면 복원추상(複圓錐狀)의 색입체가 된다. 알파벳 기호는 그 기호 위치에 대응하는 FWB양을 표시하고 있으며 이에 색상 번호를 붙이면 표색기호가 된다. 예를 들어 '23ea'라는 빛깔은 e의 백량(白量) 35, a의 흑량 11이므로 색량 F는 100－(35＋11)＝54로 된다. 23의 색상은 황록색에 해당하므로 약간 밝은 황록의 색조가 된다.

## 참고 자료
- 이 문서에는 다음커뮤니케이션(현 카카오)에서 GFDL 또는 CC-SA 라이선스로 배포한 글로벌 세계대백과사전의 내용을 기초로 작성된 글이 포함되어 있습니다.